# 恩斯利 (佛羅里達州)
恩斯利（英語：Ensley）是位於美國佛羅里達州艾斯康比亞縣的一個人口普查指定地區。

## 地理
恩斯利的座標為30°31′24″N 87°16′25″W / 30.52333°N 87.27361°W，而該地最高點為海拔高度40米（即131英尺）。

## 人口
根據2010年美國人口普查的數據，恩斯利的面積為31.70平方千米，當中陸地面積為31.50平方千米，而水域面積為0.20平方千米。當地共有人口20602人，而人口密度為每平方千米649人。